# دو جي هان
دو جي هان هو ممثل كوري جنوبي ولد في 24 سبتمبر 1991.شارك في مسلسل هوارانغ.